# Klemens Kosyrczyk
Klemens Norbert Kosyrczyk ps. „Ireneusz Pogodny”, „Kos”, „Ksiądz Klemens”, „Stach Kropiciel” (ur. 26 sierpnia 1912 w Mysłowicach, zm. 28 kwietnia 1975 w Chorzowie) – duchowny katolicki, felietonista, tłumacz, więzień Dachau i Mauthausen-Gusen, redaktor naczelny „Gościa Niedzielnego” w latach 1945–1950.

## Życiorys
Urodził się w rodzinie wielodzietnej kolejarza Klemensa i Marty z d. Kania. Ukończył szkołę powszechną, a następnie Państwowe Gimnazjum Klasyczne im. Tadeusza Kościuszki w Mysłowicach, gdzie w maju 1931 zdał egzamin dojrzałości. Jako alumn Śląskiego Seminarium Duchownego w Krakowie od października tego samego roku studiował filozofię i teologię na Wydziale Teologicznym Uniwersytetu Jagiellońskiego. Święcenia kapłańskie przyjął z rąk ks. bpa Stanisława Adamskiego 28 czerwca 1936. Potem krótko duszpasterzował w swojej rodzinnej parafii w Mysłowicach.
W roku akademickim 1936/1937 otrzymał z inicjatywy bpa Stanisława Adamskiego stypendium na studia w Wyższej Szkole Dziennikarskiej w Warszawie. W 1937 został skierowany na praktykę dziennikarską do ”Małego Dziennika". Po niej został wikariuszem parafialnym w Parafii św. Marii Magdaleny w Chorzowie Starym.
W kwietniu 1940 został aresztowany i osadzony w obozie koncentracyjnym w Dachau (nr obozowy 3658), potem w Mauthausen-Gusen. Po powrocie pracował w Parafii św. Antoniego w Rybniku (grudzień 1940). Później powierzono mu kierowanie parafią w Knurowie i Krywałdzie (wrzesień 1942) oraz w Nierodzimiu w powiecie cieszyńskim (od 1943). Mianowany został zastępcą proboszcza w Wodzisławiu Śląskim (styczeń 1944) oraz w Parafii św. Józefa w Rudzie Śląskiej (listopad 1944).
W latach 1946–1947 był niedekretowanym katechetą w Państwowym Liceum Pedagogicznym w Katowicach, duszpasterzując w tym czasie w katowickiej parafii mariackiej. W styczniu 1950 został substytutem parafii w Murckach, w lipcu 1950 natomiast administratorem parafii Wełnowiec. Jako administrator (od sierpnia 1952), a następnie proboszcz (od sierpnia 1953) kierował parafią w Istebnej na Śląsku Cieszyńskim. W styczniu 1957 został proboszczem Parafii św. Józefa w Rudzie Śląskiej, a we wrześniu 1963 Parafii MB Szkaplerznej i Św Piusa X w Jejkowicach w powiecie rybnickim.
W międzyczasie rozpoczął pracę w redakcji „Gościa Niedzielnego” (luty 1945), którego był redaktorem naczelnym w latach 1945-50. W okresie od 10 października 1950 do 18 grudnia 1952 oraz od 25 listopada 1956 do 25 grudnia 1957 pełnił funkcję członka komitetu redakcyjnego tego tygodnika. W 1957 wziął udział w V Kongresie Światowej Prasy Katolickiej w Wiedniu. W 1970 uczestniczył w pielgrzymce byłych więźniów obozów koncentracyjnych do Dachau i Rzymu. Z pracy duszpasterskiej zrezygnował ze względu na stan zdrowia w maju 1972.
Podczas pobytu w Rudzie Śląskiej inicjował diecezjalny kult św. Piusa X. Był też inicjatorem nabożeństw dla emerytów i emerytek.
Zmarł 28 kwietnia 1975 w szpitalu w Chorzowie. Msza pogrzebowa została odprawiona w Katedrze Chrystusa Króla w Katowicach. Ks. Kosyrczyk pochowany został na Cmentarzu przy ul. Henryka Sienkiewicza w Katowicach.

## Działalność pisarska
W „Gościu Niedzielnym” zasłynął zwłaszcza jako felietonista (pisał m.in. w gwarze Gawędy Stacha Kropiciela oraz Silva rerum, które podpisywał pseudonimem „Ksiądz Klemens”). Przetłumaczył z języka niemieckiego m.in. teksty kazań znanego kaznodziei wiedeńskiego Abrahama a Santa Clara, powieść Wilhelma Hünermanna (drukowaną w odcinkach w „Gościu Niedzielnym” pt. Piekarczyk z Tasowic) i książkę Klemensa Tilmanna, wydaną przez Księgarnię św. Jacka w Katowicach pt. Droga w słońcu. Swoje felietony i artykuły drukował nie tylko w „Gościu Niedzielnym”, ale i w innych tygodnikach i miesięcznikach oraz wydawnictwach zbiorowych. Wspomnieniowy tekst Od radlińskiego adwentu do wrocławskiej septuagesimy. Szkic biograficzny (1974) poświęcił kard. Bolesławowi Kominkowi.
W 1994 wydano w Katowicach wybór felietonów ks. Kosyrczyka pt. Gawędy Stacha Kropiciela. Szereg jego felietonów znalazł się też w wydaniu zbiorowym, zawierającym teksty różnych autorów Śląskie gawędy Stacha Kropiciela, wydanym w Opolu w 2015.